# メル・ブルックスの大脱走
『メル・ブルックスの大脱走』（原題: To Be or Not To Be）は、1983年のアメリカ映画。エルンスト・ルビッチ監督の映画『生きるべきか死ぬべきか』（1942年）のリメイク作品。

## ストーリー
1939年8月、ポーランドの首都ワルシャワで、フレデリック・ブロンスキー（メル・ブルックス）率いる一座はヒトラーをコケにした芝居を上演して大盛況。しかし上演中に外務省から圧力がかかり、やむなく途中からシェイクスピアの『ハムレット』を上演するはめになる。
そんな中、ナチスのスパイであるシレッツキー教授（ホセ・ファーラー）が巧妙にレジスタンスのリストを入手し、リストがゲシュタポの手に渡ろうとしていた。アンドレ・ソビンスキー中尉（ティム・マティスン）からそのことを知らされたブロンスキーはナチスの幹部に変装して奪還を試みるも、シレッツキー教授に変装を見破られてしまう。撃ち合いの末、シレッツキー教授を射殺してリストを取り返すが、今度はブロンスキーの妻・アンナ（アン・バンクロフト）の付き人がゲシュタポに身柄を拘束されてしまう。ブロンスキーはシレッツキー教授に、座員たちはナチスに変装して大芝居をうち、付き人を助け出す。
さらに一座は、ヒトラーとその部下たちが観劇している最中、彼らに変装して国外への逃亡を企て「大脱走」を成功させる。たどり着いたイギリスの地で、敬愛するシェイクスピアの『ハムレット』のさわり（ハイライト）を上演し、ブロンスキーとアンナ、そして一座の面々は幸福をかみしめるのだった。

## キャスト
| 役名                       | 俳優                           | 日本語吹替 |
| -------------------------- | ------------------------------ | ---------- |
| フレデリック・ブロンスキー | メル・ブルックス               | 坂口芳貞   |
| アンナ・ブロンスキー       | アン・バンクロフト             | 一柳みる   |
| アンドレ・ソビンスキー中尉 | ティム・マティスン             | 大塚芳忠   |
| エアハルト大佐             | チャールズ・ダーニング         | 吉水慶     |
| シレッツキー教授           | ホセ・ファーラー               | 小島敏彦   |
| シュルツ大尉               | クリストファー・ロイド         | 鹿島信哉   |
| ラビッチ                   | ジョージ・ゲインズ             | 西尾徳     |
| ラトコフスキー             | ジョージ・ワイナー             | 秋元羊介   |
| ドビッシュ                 | ジャック・ライリー             | 小室正幸   |
| ルピンスキー               | ルイス・J・スタッドレン        | 伊藤和晃   |
| サーシャ                   | ジェームズ・"ジプシー"・ハーク | 江原正士   |
| ソンドハイム               | ロニー・グレアム               | 小関一     |
| ビーラー                   | ゼール・ケスラー               | 宮沢元     |
| グラバ                     | エステル・ライナー             | 竹口安芸子 |
| リフカ                     | マーリー・シムズ               | 寺内よりえ |
| ホブス将軍                 | アイヴァー・バリー             | 伊井篤史   |
| カニンガム少佐             | ウィリアム・グローヴァー       | 江原正士   |
| ボヤスキー                 | アール・ボーエン               | 鹿島信哉   |
| 空港のナチ将校             | クルト・ローヴェンス           | 福田信昭   |

- 日本語吹替 - 初回放送：1990年2月14日 TBS『水曜シネマシアター』版（DVD収録）

演出 - 松川陸、翻訳 - 山田ユキ、音響・効果 - 南部満治 / 大橋勝次 / 河合直、製作 - 東京放送 / ザック・プロモーション

## プロダクション・ノート
- アンナ役のアン・バンクロフトは、本作で製作・主演を務めるメル・ブルックスの実妻である。本作で第41回ゴールデングローブ賞主演女優賞（ミュージカル・コメディ部門）にノミネートされた。
- エアハルト大佐役のチャールズ・ダーニングは、本作で第56回アカデミー賞助演男優賞と第41回ゴールデングローブ賞助演男優賞にノミネートされた。

## 脚註
1. ↑  “To Be or Not to Be”. Box Office Mojo.  Amazon.com. 2013年5月27日閲覧。
2. ↑  Movie Walker「メル・ブルックスの大脱走」、2013年5月26日閲覧。